# 亚历山德鲁·德勒吉奇
亚历山德鲁·德勒吉奇（羅馬尼亞語：Alexandru Drăghici；1913年9月26日—1993年12月12日），监狱派，罗马尼亚工人党中央政治执行委员会委员、中央书记处书记，罗马尼亚部长会议第一副主席兼内务部长、国家安全部部长，领导罗马尼亚国家安全部门，是罗马尼亚大清洗的主要组织者和执行者。

## 生平
1913年，出生于罗马尼亚王国布泽乌州蒂瑟乌乡的农民家庭。1928年，进入罗马尼亚国营铁路公司，布泽乌和布加勒斯特铁路工厂当钳工、机修工。1930年，加入罗马尼亚共产党。1931年，参加罗马尼亚铁路工人和石油工人大罢工。1935年，被逮捕入狱。1944年，八·二三政变后，获释。
1945年，进入罗马尼亚共产党中央委员会工作，任党中央青年部部长。5月，任罗马尼亚人民法庭首席检察官。10月，为罗共中央候补委员。1946年，任罗马尼亚工人党中央行政和管理机关部副部长。1948年，罗马尼亚共产党和罗马尼亚社会民主党合并为罗马尼亚工人党，为党中央委员、党中央行政和管理机关部部长。1949年，任罗马尼亚人民共和国大国民议会主席、布加勒斯特市党委第一书记。1950年，任罗马尼亚工人党中央组织局委员。12月，被授予少将军衔，任内务部副部长并兼管全国公安工作。
1952年，任罗马尼亚人民共和国内务部长。9月，任罗马尼亚人民共和国国家安全部长。10月，晋升为中将。1954年，被增选为罗马尼亚工人党中央政治局候补委员，任罗马尼亚人民共和国部长会议第一副主席。1955年，晋升为上将、为罗马尼亚工人党中央政治局委员。1957年，再任内务部长。1961年，任罗马尼亚人民共和国部长会议副主席。1965年，任罗马尼亚社会主义共和国部长会议第一副主席。7月，为罗共中央政治执行委员会委员、常设主席团委员、中央书记处书记。
1967年，被解除中央委员会书记职务，任罗马尼亚社会主义共和国部长会议副主席。1968年，被解除党内外一切职务。1969年，被贬谪为伊尔福夫县布夫泰亚国营农业联合体主席。1972年，退休。1989年，罗马尼亚革命，被提起公诉。1991年，流亡匈牙利。1993年，在布达佩斯病逝。